# 스웨덴 국립은행
스웨덴 국립은행(스웨덴어: Sveriges Riksbank 스베리예스 릭스방크[*])은 1668년에 창설된 스웨덴의 중앙은행으로, 세계에서 가장 오래된 중앙은행이다. 흔히 스웨덴 중앙은행 또는 스웨덴 은행이라고도 한다. 본점은 스톡홀름에 있으며 유럽 중앙은행 체제의 회원으로 활동하고 있다. 스웨덴 국립은행 소속의 조폐국은 스웨덴 크로나의 동전과 지폐를 발행하는 업무를 담당한다.
스웨덴 국립은행의 전신은 1656년 요한 팔름스트루흐가 설립한 스톡홀름 은행(Stockholms Banco)으로, 스웨덴 국왕이 관할하던 은행이었다. 이 은행은 1661년 유럽에서 처음으로 지폐를 발행하였다.
1668년 9월 17일 스웨덴 의회는 중앙은행을 의회 관할로 하는 내용의 법률을 제정하는 한편 스톡홀름 은행의 업무를 스웨덴 왕립 재정 은행(Riksens Ständers Bank)으로 이관하였다. 1866년 스웨덴 국립은행(Sveriges Riksbank)으로 명칭을 변경했으며 1897년 스웨덴 의회가 스웨덴 국립은행법을 제정하면서 스웨덴 국립은행은 중앙은행으로서의 역할을 맡게 되었다.
스웨덴 국립은행은 1968년 스웨덴 국립은행 창립 300주년을 맞아 알프레드 노벨을 기념하는 스웨덴 국립은행 경제학상을 신설했다. 노벨 경제학상은 알프레드 노벨이 사망한 날인 매년 12월 10일 스톡홀름에서 열린다.

## 같이 보기
- 스웨덴의 경제
- 스웨덴 크로나
- 스칸디나비아 통화동맹